# Новогеоргиевка (Николаевская область)
Новогеоргиевка (укр. Новогеоргіївка) — село в Баштанском районе Николаевской области Украины.
Основано в 1804 году. Население по переписи 2001 года составляло 396 человек. Почтовый индекс — 56143. Телефонный код — 5158. Занимает площадь 0,59 км².

## Местный совет
56143, Николаевская область, Баштанский р-н, с. Плющевка, ул. Центральная, 44; тел. 9-38-92.